# Zaton (żupania szybenicko-knińska)
Zaton – wieś w Chorwacji, w żupanii szybenicko-knińskiej, w mieście Szybenik. W 2011 roku liczyła 978 mieszkańców.